# Acanthodica lignaris
Acanthodica lignaris là một loài bướm đêm thuộc họ Noctuidae. Loài này có ở Nam Mỹ, bao gồm Peru và Brasil.